# Descanso vagus
Descanso vagus là một loài nhện trong họ Salticidae.
Loài này thuộc chi Descanso. Descanso vagus được Elizabeth Maria Gifford Peckham & George William Peckham miêu tả năm 1892.